# Норман (река)
Норман (англ. Norman River) — река в Квинсленде, северо-восточная Австралия.

## География
Река Норман берёт своё начало на хребте Грегори в 200 км к юго-востоку от города Кройдон. Течет, в основном, в северо-западном направлении. Впадает в залив Карпентария. Река протекает через Нормантон, в устье находится город Карумба. Норман принимает три основных притока: Каррон (255 км), Клара (385 км) и Яппар (340 км). Длина Нормана составляет 420 км, площадь бассейна — 50 445 км² (по другим данным — 48 950 км²). В 1974, 1991 и 2009 годах на реке случались наводнения. На Нормане расположено два водохранилища: Belmore Creek Dam и Glenore Weir.

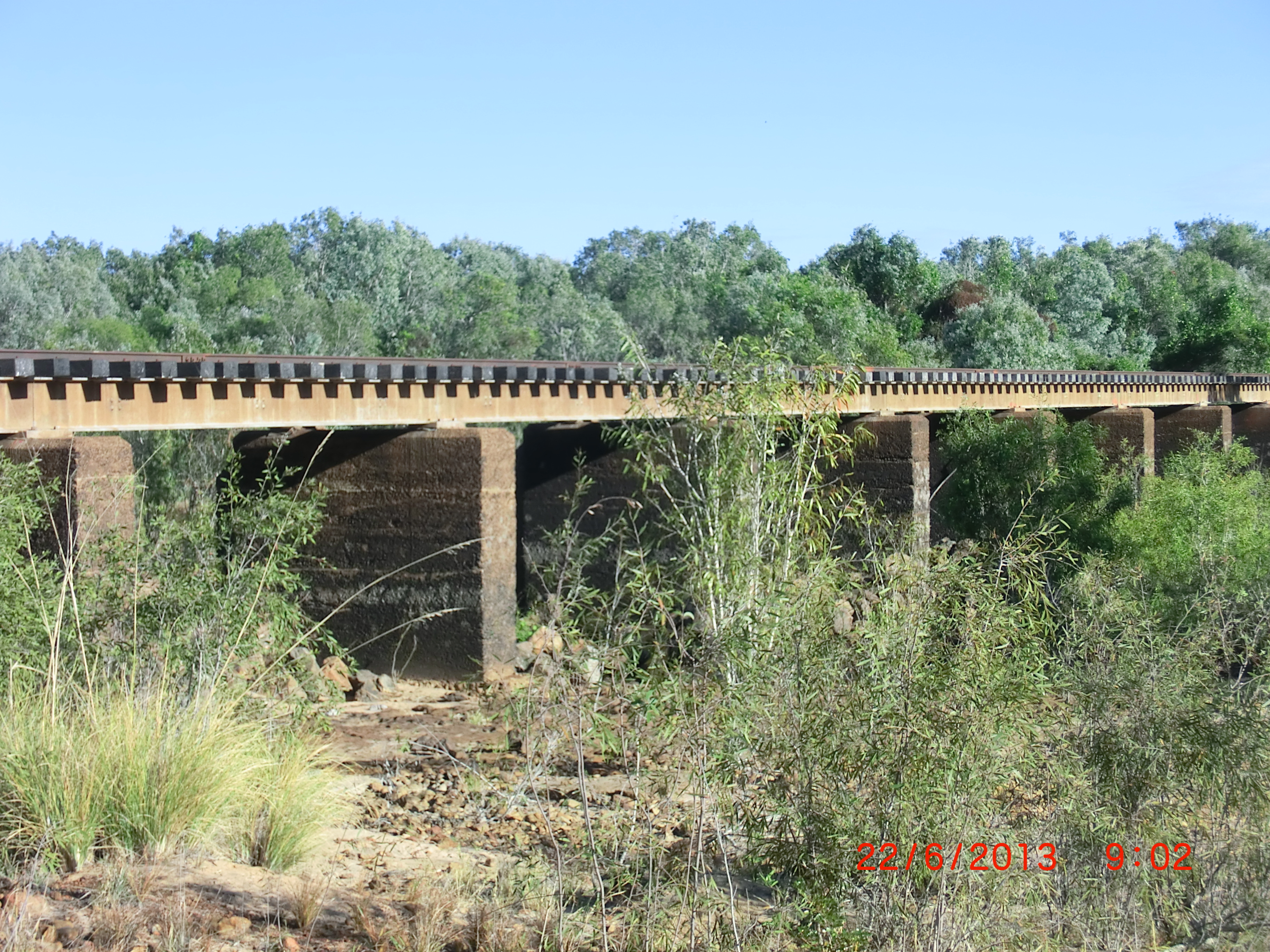
Железнодорожный мост через реку Норман

## Климат
Средняя температура составляет 27 °C. Самый теплый месяц — октябрь при 32 °C, самый холодный — июнь при 22 °C. Среднее количество осадков составляет 832 миллиметра в год. Самый влажный месяц — февраль (262 мм осадков), а самый сухой — август (1 мм осадков).

## Ихтиофауна
В водах Нормана зарегистрировано 26 (подтверждено в 2006 году), возможно что 48 видов рыб, в том числе Melanotaenia splendida, Nematalosa erebi, Ambassis macleayi и Leiopotherapon unicolor.